# Campeonato Mundial de Snowboard de 2023 - Snowboard cross feminino
A prova do Snowboard cross feminino do Campeonato Mundial de Snowboard de 2023 ocorreu no dia 1º de março, em Bakuriani, na Geórgia.

## Medalhistas
| Ouro                  | Prata            | Bronze                   |
| Eva Adamczyková (CZE) | Josie Baff (AUS) | Lindsey Jacobellis (USA) |

## Calendário
Todos os horários estão no horário local (UTC+4)
| Data        | Horário | Fase             |
| ----------- | ------- | ---------------- |
| 1º de março | 11:05   | Oitavas de final |
| 1º de março | 13:24   | Quartas de final |
| 1º de março | 13:51   | Semifinal        |
| 1º de março | 14:08   | Final            |

## Resultados
Um total de 48 snowboarder de 19 nacionalidades participaram da prova.

### Oitavas de final
As provas começaram às 11:05 do dia 1º de março.
| Posição | Bib | Nome             | Nacionalidade | Notas |
| ------- | --- | ---------------- | ------------- | ----- |
| 1       | 17  | Jana Fischer     | Alemanha      | Q     |
| 2       | 16  | Sophie Hediger   | Suíça         | Q     |
|         | 1   | Charlotte Bankes | Grã-Bretanha  | DNF   |

| Posição | Bib | Nome                 | Nacionalidade  | Notas |
| ------- | --- | -------------------- | -------------- | ----- |
| 1       | 5   | Lindsey Jacobellis   | Estados Unidos | Q     |
| 2       | 12  | Lara Casanova        | Suíça          | Q     |
| 3       | 21  | Brianna Schnorrbusch | Estados Unidos |       |

| Posição | Bib | Nome             | Nacionalidade | Notas |
| ------- | --- | ---------------- | ------------- | ----- |
| 1       | 3   | Josie Baff       | Austrália     | Q     |
| 2       | 14  | Caterina Carpano | Itália        | Q     |
| 3       | 19  | Léa Casta        | França        |       |

| Posição | Bib | Nome             | Nacionalidade  | Notas |
| ------- | --- | ---------------- | -------------- | ----- |
| 1       | 7   | Stacy Gaskill    | Estados Unidos | Q     |
| 2       | 10  | Audrey McManiman | Canadá         | Q     |
| 3       | 26  | Woo Su-been      | Coreia do Sul  |       |
| 4       | 23  | Nienke Poll      | Países Baixos  |       |

| Posição | Bib | Nome            | Nacionalidade | Notas |
| ------- | --- | --------------- | ------------- | ----- |
| 1       | 8   | Eva Adamczyková | Chéquia       | Q     |
| 2       | 9   | Pia Zerkhold    | Áustria       | Q     |
| 3       | 25  | Yongqinglamu    | China         |       |
| 4       | 24  | Blanca Brunner  | Hungria       |       |

| Posição | Bib | Nome              | Nacionalidade  | Notas |
| ------- | --- | ----------------- | -------------- | ----- |
| 1       | 4   | Faye Gulini       | Estados Unidos | Q     |
| 2       | 13  | Sofia Belingheri  | Itália         | Q     |
| 3       | 20  | Vendula Hopjáková | Chéquia        |       |

| Posição | Bib | Nome               | Nacionalidade | Notas |
| ------- | --- | ------------------ | ------------- | ----- |
| 1       | 6   | Manon Petit-Lenoir | França        | Q     |
| 2       | 11  | Alexia Queyrel     | França        | Q     |
| 3       | 27  | Pang Chuyuan       | China         |       |
| 4       | 22  | Runa Suzuki        | Japão         |       |

| Posição | Bib | Nome              | Nacionalidade | Notas |
| ------- | --- | ----------------- | ------------- | ----- |
| 1       | 2   | Chloé Trespeuch   | França        | Q     |
| 2       | 15  | Raffaella Brutto  | Itália        | Q     |
| 3       | 18  | Francesca Gallina | Itália        |       |

### Quartas de final
As provas começaram às 13:24 do dia 1º de março.
| Posição | Bib | Nome            | Nacionalidade | Notas |
| ------- | --- | --------------- | ------------- | ----- |
| 1       | 8   | Eva Adamczyková | Chéquia       | Q     |
| 2       | 17  | Jana Fischer    | Alemanha      | Q     |
| 3       | 16  | Sophie Hediger  | Suíça         |       |
| 4       | 9   | Pia Zerkhold    | Áustria       |       |

| Posição | Bib | Nome               | Nacionalidade | Notas |
| ------- | --- | ------------------ | ------------- | ----- |
| 1       | 3   | Josie Baff         | Austrália     | Q     |
| 2       | 6   | Manon Petit-Lenoir | França        | Q     |
| 3       | 11  | Alexia Queyrel     | França        |       |
| 4       | 14  | Caterina Carpano   | Itália        |       |

| Posição | Bib | Nome               | Nacionalidade  | Notas |
| ------- | --- | ------------------ | -------------- | ----- |
| 1       | 5   | Lindsey Jacobellis | Estados Unidos | Q     |
| 2       | 12  | Lara Casanova      | Suíça          | Q     |
| 3       | 4   | Faye Gulini        | Estados Unidos |       |
|         | 13  | Sofia Belingheri   | Itália         | DNF   |

| Posição | Bib | Nome             | Nacionalidade  | Notas |
| ------- | --- | ---------------- | -------------- | ----- |
| 1       | 2   | Chloé Trespeuch  | França         | Q     |
| 2       | 10  | Audrey McManiman | Canadá         | Q     |
| 3       | 15  | Raffaella Brutto | Itália         |       |
| 4       | 7   | Stacy Gaskill    | Estados Unidos |       |

### Semifinal
As provas começaram às 13:51 do dia 1º de março.
| Posição | Bib | Nome               | Nacionalidade  | Notas |
| ------- | --- | ------------------ | -------------- | ----- |
| 1       | 8   | Eva Adamczyková    | Chéquia        | Q     |
| 2       | 5   | Lindsey Jacobellis | Estados Unidos | Q     |
| 3       | 17  | Jana Fischer       | Alemanha       |       |
| 4       | 12  | Lara Casanova      | Suíça          |       |

| Posição | Bib | Nome               | Nacionalidade | Notas |
| ------- | --- | ------------------ | ------------- | ----- |
| 1       | 6   | Manon Petit-Lenoir | França        | Q     |
| 2       | 3   | Josie Baff         | Austrália     | Q     |
| 3       | 10  | Audrey McManiman   | Canadá        |       |
|         | 2   | Chloé Trespeuch    | França        | DNF   |

### Final
As provas começaram às 14:08 do dia 1º de março.
Final B
| Posição | Bib | Nome             | Nacionalidade | Notas |
| ------- | --- | ---------------- | ------------- | ----- |
| 5       | 2   | Chloé Trespeuch  | França        |       |
| 6       | 17  | Jana Fischer     | Alemanha      |       |
| 7       | 10  | Audrey McManiman | Canadá        |       |
| 8       | 12  | Lara Casanova    | Suíça         |       |

Final A
| Posição           | Bib | Nome               | Nacionalidade  | Notas |
| ----------------- | --- | ------------------ | -------------- | ----- |
| Medalha de ouro   | 8   | Eva Adamczyková    | Chéquia        |       |
| Medalha de prata  | 3   | Josie Baff         | Austrália      |       |
| Medalha de bronze | 5   | Lindsey Jacobellis | Estados Unidos |       |
| 4                 | 6   | Manon Petit-Lenoir | França         |       |

Legenda
| Recorde mundial       | Recorde mundial (World record)               |                       | Recorde africano                      | Recorde africano (African) |                                           | Q | Classificado por posição (Qualified) |
| Recorde do campeonato | Recorde do campeonato (Championship record)  | Recorde da América    | Recorde da América (Americas)         | q                          | Classificado por melhor tempo (Qualified) |   |                                      |
| Melhor marca do ano   | Melhor marca do ano (World leading)          | Recorde asiático      | Recorde asiático (Asian)              | DNS                        | Não largou (Did not start)                |   |                                      |
| Recorde nacional      | Recorde nacional (National record)           | Recorde europeu       | Recorde europeu (European)            | DNF                        | Não terminou (Did not finish)             |   |                                      |
| Recorde pessoal       | Recorde pessoal do atleta (Personal best)    | Recorde da Oceania    | Recorde da Oceania (Oceania)          | DSQ / DQ                   | Desclassificado (Disqualified)            |   |                                      |
| Recorde da temporada  | Recorde da temporada do atleta (Season best) | Recorde sul-americano | Recorde sul-americano (South America) | NM                         | Sem marca (No mark)                       |   |                                      |